# L'infanzia di Gor'kij
L'infanzia di Gor'kij (Детство Горького , Detsvo Gor'kogo) è un film del 1938, diretto da Mark Semënovič Donskoj. È il primo film della trilogia dedicata dal regista alla figura di Maksim Gor'kij (gli altri due film sono Fra la gente e Le mie università). 

## Trama
Russia, seconda metà del XIX secolo.
Morto il padre, il piccolo Aleksei (Gor'kij) si trasferisce con la madre Varvara presso la famiglia dei nonni materni. Il nonno, Vasili Kashirin, conduce un'azienda tessile di tintura, nella quale sono impiegati, oltre a suo fratello Grigori, reso quasi cieco dal lungo contatto con i materiali adoperati nell'officina, anche i figli maschi di Vasili, Yakov e Mikhail. Questi ultimi ingaggiano ben presto una lotta per assicurarsi la futura eredità del padre, ora che la presenza di loro sorella Varvara minaccia tale lascito. I Kashirin, con figli e nipoti, abitano in una casa annessa al laboratorio, e fra il personale di servizio c'è l'apprendista Vanya, detto "lo zingaro" che, insieme alla madre e alla nonna Akulina, e a differenza di tutti gli altri, nutre un sincero attaccamento verso Aleksei, e cerca di difenderlo come può dalle sopraffazioni di Vasili, uomo rude ed avaro. Quando Vanya muore in un incidente dovuto all'incuria degli zii di Aleksei, che risentono la vicinanza dell'apprendista verso il malvoluto Aleksei, quest'ultimo ne rimane profondamente colpito e si prende cura del topolino bianco di Vanya.
Varvara lascia la casa per qualche tempo, in cerca di qualche opportunità di sistemazione, quando un giorno la fabbrica di Vasili viene distrutta da un incendio (secondo alcuni provocato da Yakov), che tra l'altro rende completamente cieco Grigori, che da allora, disconosciuto dal fratello, comincerà a chiedere l'elemosina per campare. Aleksei, con i nonni, si trasferisce in una casa in un ambiente maggiormente urbanizzato. Qui il ragazzino fa conoscenza di diversi suoi coetanei, con alcuni dei quali si scontra, mentre di altri diventa amico. Fra questi c'è il suo coetaneo ed omonimo Aleksei, detto Lenka, che, privo dell'uso delle gambe, vive costretto a letto collezionando insetti vivi, che promette di liberare non appena sarà riuscito a vedere e a portarsi nell'aperta campagna, suo sogno; a lui Aleksei regala il topolino bianco. Il vicino di casa di Aleksei e dei suoi nonni compie strani esperimenti chimici nel suo appartamento, ed è affascinato dalle storie che la vecchia Akulina racconta e che suscitano vivo successo fra gli uditori, e consiglia ad Aleksei, una volta che avesse imparato a scrivere, di prenderne nota per iscritto. L'amicizia fra Aleksei ed il vicino di casa, che ama ripetergli una frase udita da Akulina ("Non piegarti mai alla volontà altrui"), prosegue finché quest'ultimo non viene arrestato per attività anti-Zarzarista.
Varvara torna a casa con un nuovo fidanzato, inviso al figlio, ma evidentemente acquisito per assicurare la sussistenza della famigliola, poi, promettendo ad Aleksei che al suo ritorno il ragazzo inizierà finalmente a frequentare la scuola, riparte di nuovo. Mentre le tensioni fra il piccolo Gor'kij ed il nonno si acuiscono, Aleksei comincia a guadagnare qualche soldo andando a rovistare, con alcuni amici, fra i rifiuti, alla ricerca di oggetti e stracci che potessero essere rivenduti, e consegna il ricavato alla nonna per far fronte alle necessità della famiglia, la cui situazione finanziaria va rapidamente peggiorando. Più avanti Aleksei incontra l'ex-vicino di casa, che passa in catene in un corteo di prigionieri scortati dalle guardie, e i due scambiano qualche parola. Infine, in occasione di un ennesimo scontro con il nonno, Aleksei, ormai un poco cresciuto ma sempre un ragazzino, decide di abbandonare la casa.
In una piazza della cittadina resa popolosa dalla presenza di alcuni saltimbanchi Aleksei intravede il nonno Vasili che si aggira a mendicare; poi, con alcuni amici, raggiunge l'aperta campagna, dove Lenka, trascinato fin lì in un carretto, libera i suoi insetti. Poi il giovane Gor'kij saluta gli amici e si avvia col suo fagotto lungo una strada di campagna, verso il vasto mondo, dove incontrerà, a suo dire, diverse persone come il chimico, "straniere nella propria patria, e tuttavia la parte migliore di essa".

## Produzione
Il film, realizzato dopo la morte di Maksim Gor'kij (1936) è basato sullo scritto autobiografico dello scrittore russo Infanzia (Детство), del 1913.
La casa di produzione Soiuzdetfilm venne fondata nel 1936 con lo scopo precipuo di girare film dedicati all'infanzia e alla prima giovinezza.
Le riprese sono state effettuate a Nižnij Novgorod, dove Gorj'kij trascorse l'infanzia.

## Distribuzione
Il film è uscito in Unione Sovietica il 18 giugno 1938, ed ha avuto un'accoglienza favorevole anche all'estero. Nel 1977 ne è stata realizzata una versione restaurata, e recentemente se ne è curata un'edizione su DVD con la tecnologia Hyperkino.

## Accoglienza
Importanti studi sul film sono quello di Armand Johannès apparso su La revue du cinéma nel dicembre 1946 e quello di Henri Agel nel suo libro del 1959 Les grands cinéastes que je propose.
Un articolo del Guardian del 2011 pone all'ottavo posto in una classifica delle trilogie filmiche quella gorkiana di Donskoj.

## Riconoscimenti
- 1941: Premio Stalin al regista Mark Donskoj e all'attrice Varvara Massalitinova per L'infanzia di Gor'kij e Fra la gente, il secondo film della trilogia[14].
- 1948: Premio speciale dei giornalisti ai i tre film della trilogia su Gor'kij (L'infanzia di Gor'kij, Fra la gente, e Le mie università) alla Mostra internazionale d'arte cinematografica di Venezia.
- 1954: Premio Richard Winnington ai i tre film della trilogia su Gor'kij all'Edinburgh International Film Festival[15].